# Parque nacional de las Montañas Rocosas
El parque nacional de las Montañas Rocosas  (en inglés Rocky Mountain National Park) es un parque nacional en el centro-norte del estado de Colorado en Estados Unidos. El parque está situado al noroeste de la ciudad de Boulder en el corazón de las Montañas Rocosas. Es atravesado por el río Colorado. Se estableció en 1915 y en 2021 recibió 4 670 053 visitantes. Está gestionado por el National Park Service.

## Geografía
Este parque nacional tiene una extensión de 1076 km². Está dividido por la divisoria continental que da a las partes oriental y occidental de la cordillera, lo cual da un carácter diferente a ambas mitades del parque. La parte oriental tiende a ser más seca con picos cubiertos de glaciares y circos glaciares. La parte occidental es más húmeda con bosques profundos que dominan el paisaje. El parque contiene unos 150 lagos y 60 cumbres de más de 3700 metros. Una cuarta parte del parque está por encima del límite arbóreo. El punto más alto es el Longs Peak que alcanza los 4346 metros de altitud.

### Ecosistemas
Las partes más bajas están ocupadas por bosques y praderas montañosas. El Pinus ponderosa, que prefiere las zonas más secas domina hasta las zonas más altas donde el abeto Douglas sustituye al ponderosa. A partir de los 2700 metros comienza el bosque subalpino donde son comunes la pícea de Engelmann y el abeto alpino. Por encima del límite arbóreo a unos 3500 metros desaparecen los árboles y aparece en estas zonas la pradera alpina.

## Galería

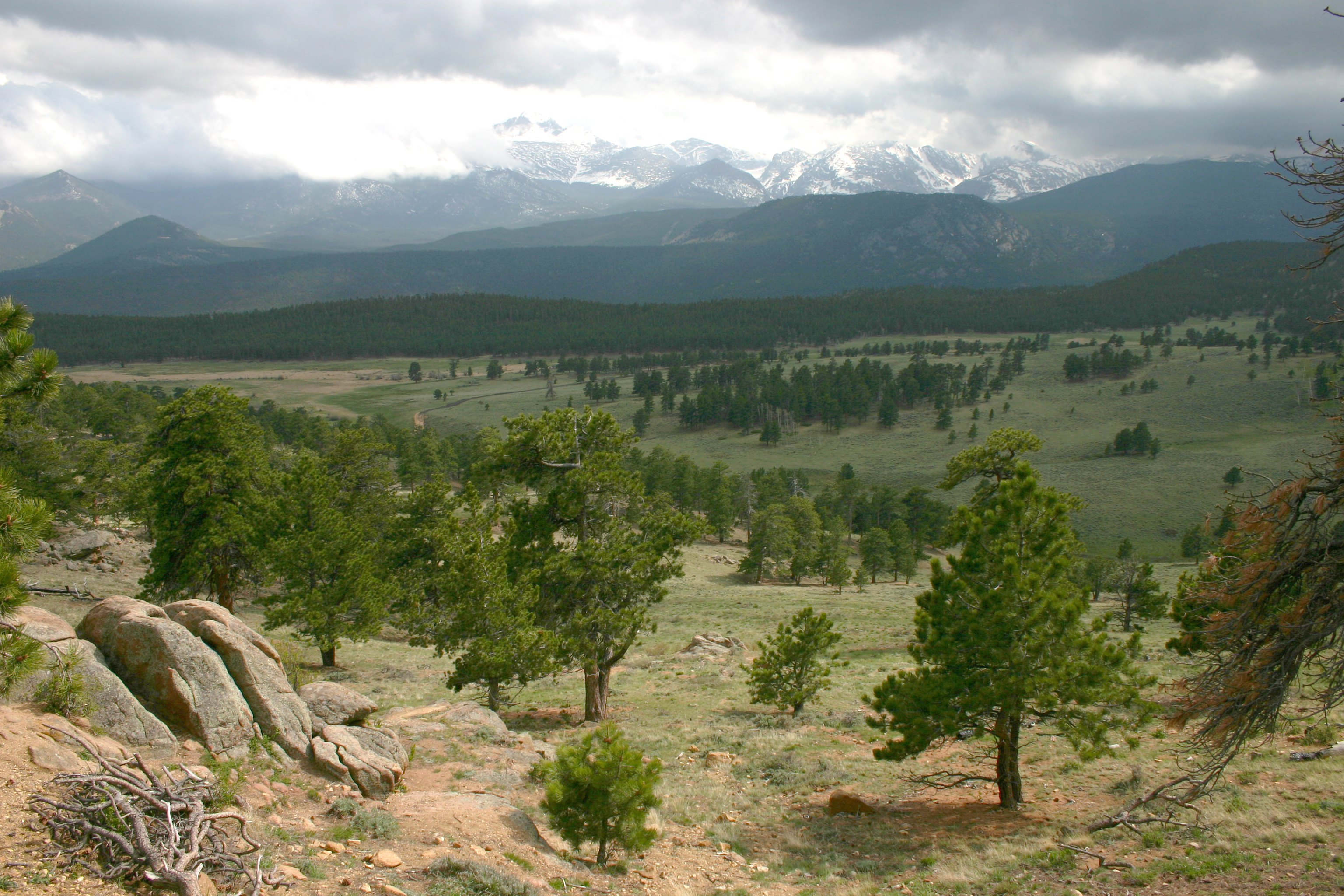
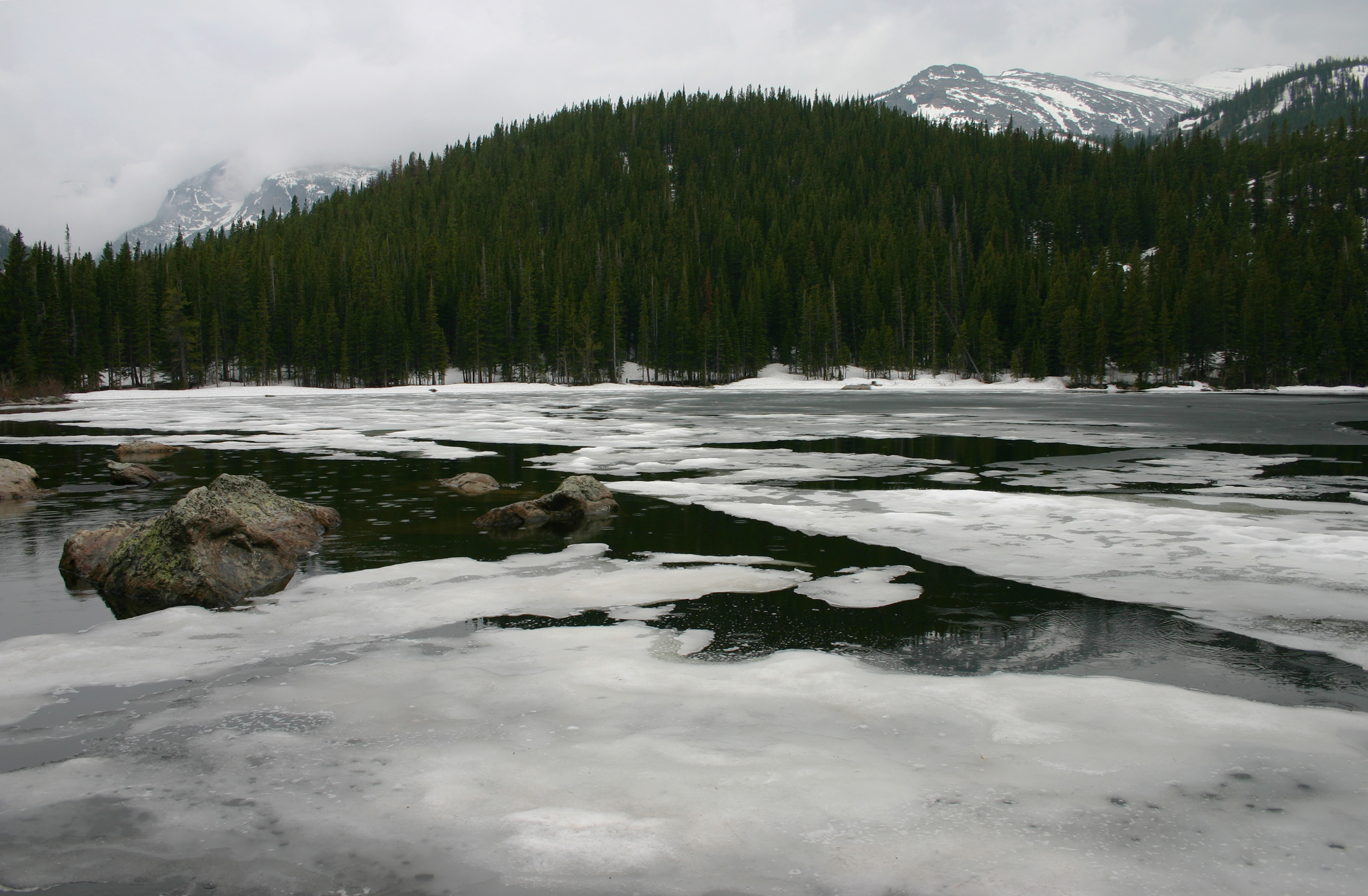
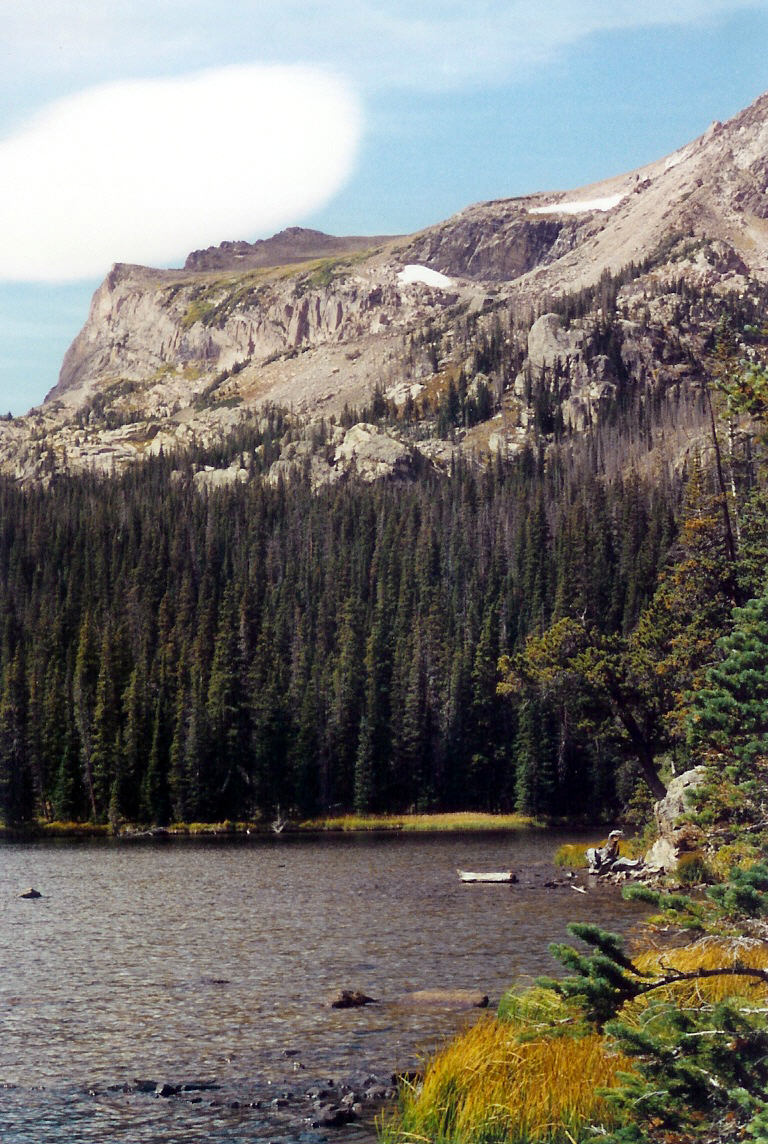
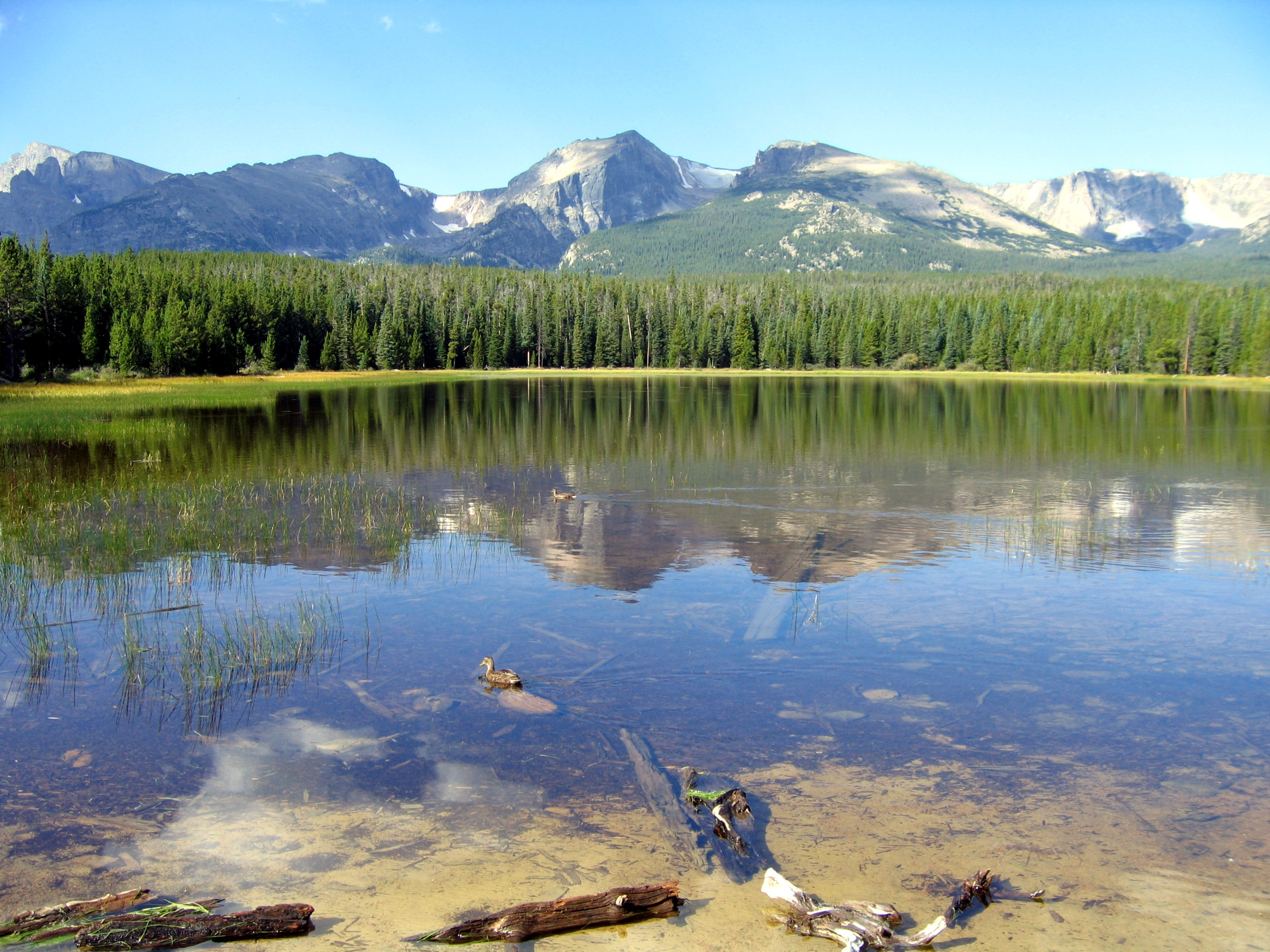
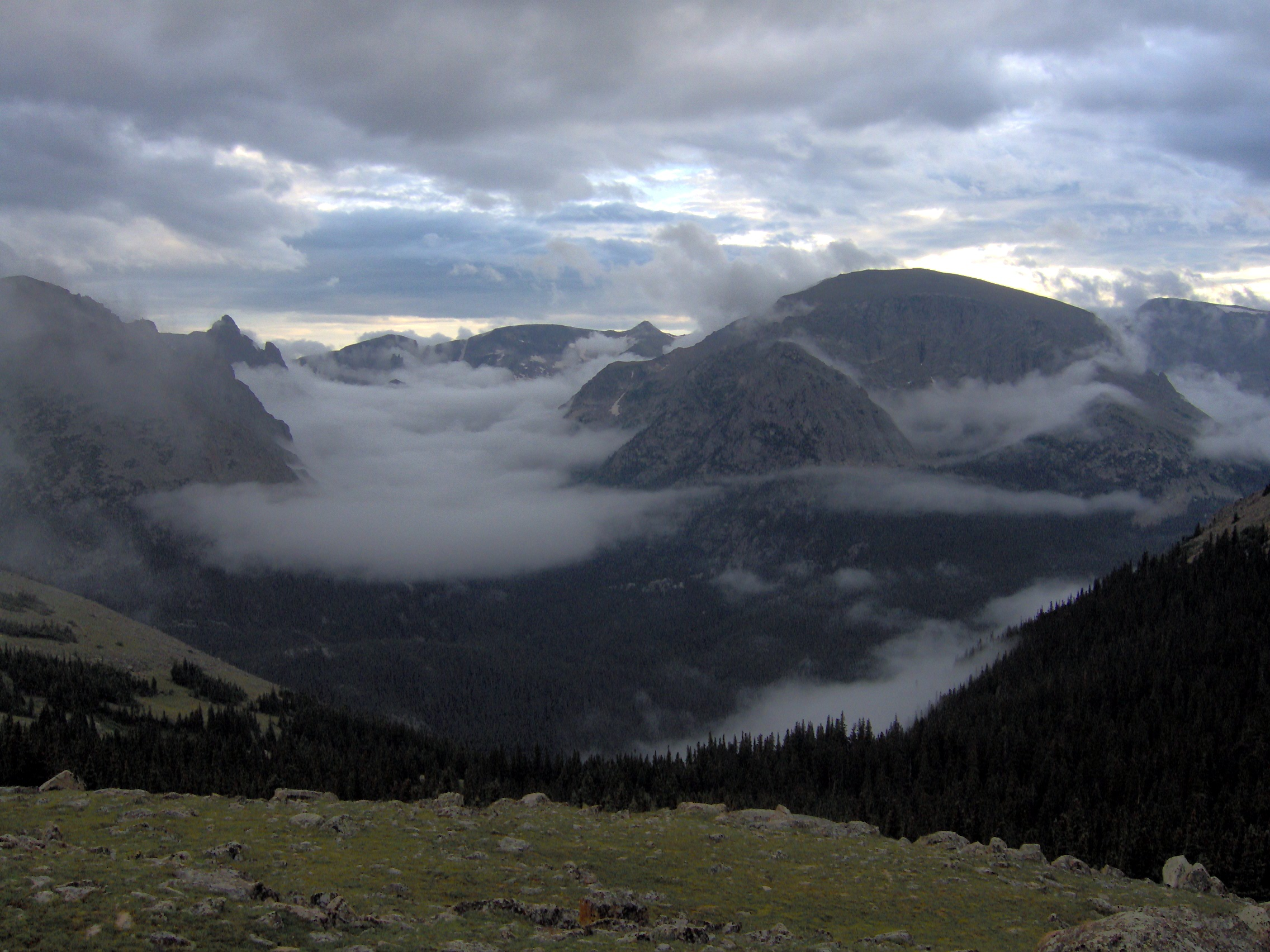
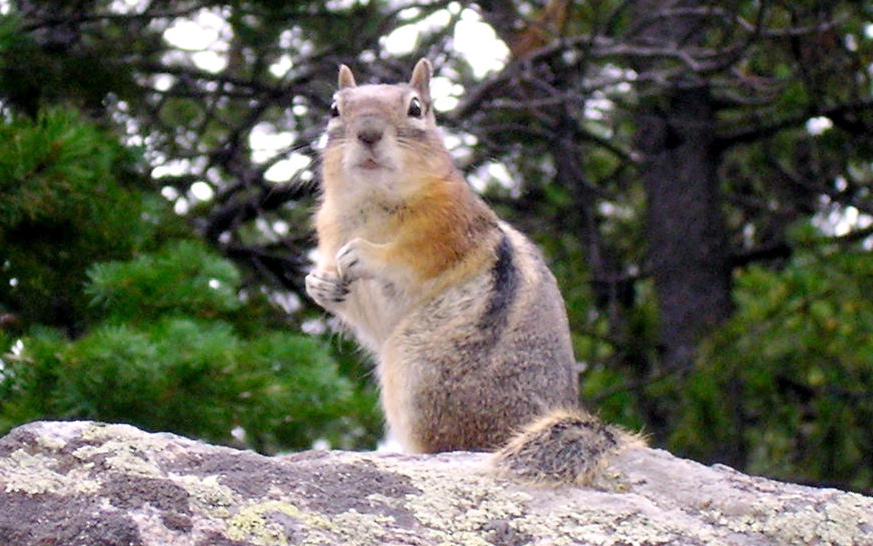
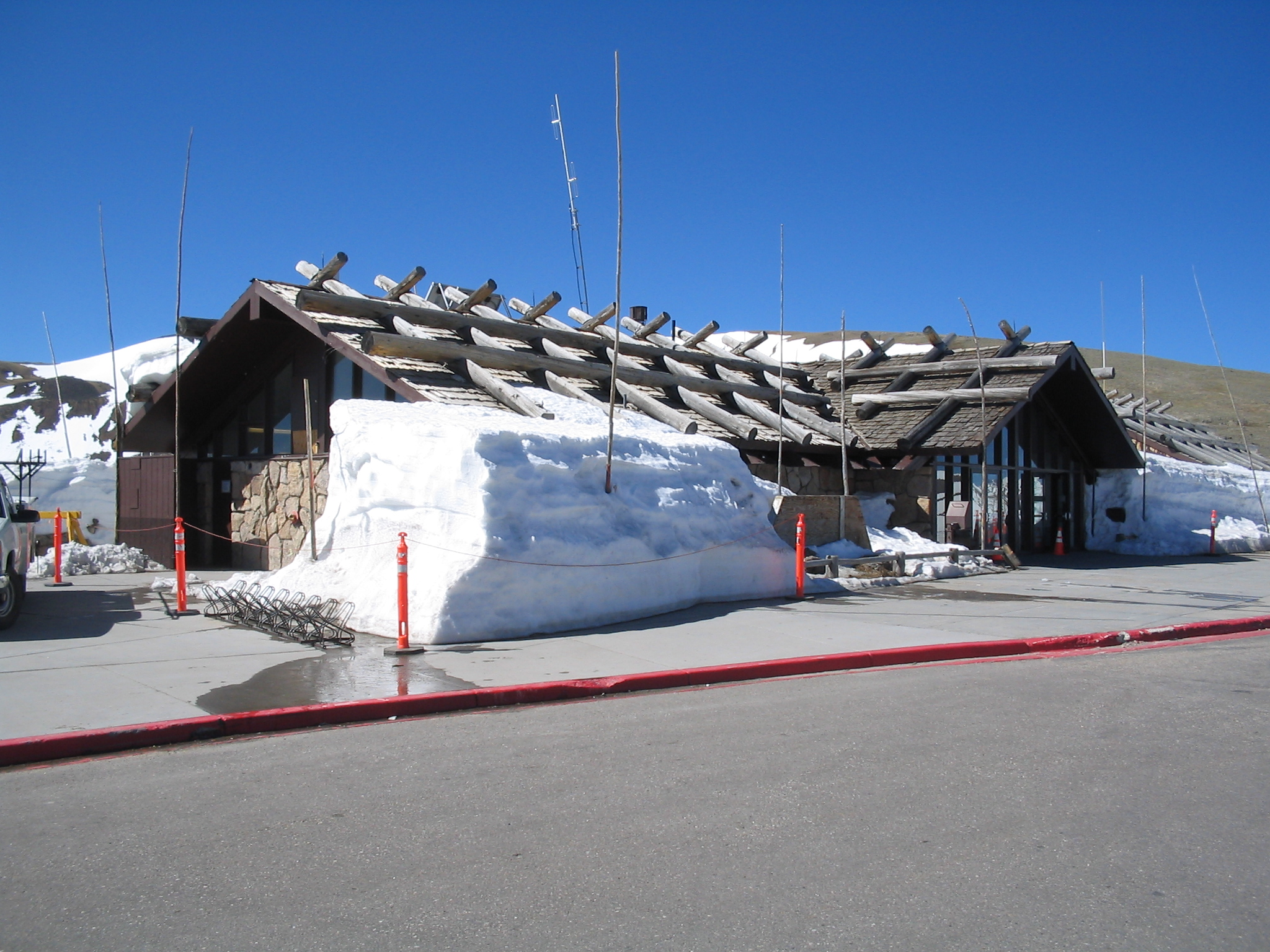

### Clima
Julio y agosto son los meses más calurosos en el parque con temperaturas que superan 27 °C pero es posible que caiga por debajo de 0⁰ por la noche. A menudo hay tormentas por la tarde. Las nevadas se producen desde los mediados de octubre hasta finales de mayo.